# Bowenfels
Bowenfels est une localité australienne située dans la zone d'administration locale de Lithgow dans l'État de Nouvelle-Galles du Sud, en Australie. La population s'élevait à 2 048 habitants en 2016.

## Géographie
Située immédiatement à l'ouest de Lithgow, la localité est formée de deux parties, Bowenfels au nord et South Bowenfels à 1 km plus au sud. 

## Histoire
Le village apparaît comme lieu d'étape pour les voyageurs le long de la nouvelle route jusqu'à Bathurst, achevée en 1832. L'explorateur Thomas Mitchell baptise le lieu en l'honneur de George Mears Bowen, un ancien membre de son expédition. Une gare sur la ligne de chemin de fer Main Western Railway est ouverte en 1869 et fermée en 1974.